# ماکسیم ایلیوک
ماکسیم ایلیوک (اوکراینی: Максим Анатолійович Ілюк؛ زادهٔ ۱۰ نوامبر ۱۹۹۰) بازیکن فوتبال اهل اوکراین است.
از باشگاه‌هایی که در آن بازی کرده‌است می‌توان به باشگاه فوتبال زوریا لوهانسک، باشگاه فوتبال شاختار دونتسک، و باشگاه فوتبال ماریوپول اشاره کرد.
وی همچنین در تیم ملی فوتبال Ukraine-19 بازی کرده‌است.